# Region Bolama
Bolama/Bijagós ist eine Verwaltungsregion in Guinea-Bissau.

## Geografie
Sie umfasst die vor der Mündung des Rio Geba und des Rio Grande de Buba liegenden Inseln des Bissagos-Archipels, sowie den südöstlich davon gelegenen kleinen João-Vieira-Archipel, der geographisch nicht zum Bissagos-Archipel gerechnet wird, und eine Halbinsel am Festland. Ihr Hauptort ist Bolama auf der gleichnamigen der Küste am nächsten gelegenen Insel des Archipels.
Gemäß den Angaben der Volkszählung aus dem Jahr 2009 hatte die Region 32.424 Einwohner. Von den 88 Inseln des Archipels sind 19 bewohnt. Die bevölkerungsreichsten Inseln sind Bolama, Caravela und Bubaque. Die Bewohner gehören zur Volksgruppe der Bissagos, die die Sprache Bijago aus der Sprachfamilie der atlantischen Sprachen sprechen.

## Verwaltungsgliederung
Die Region gliedert sich in vier Sektoren.
Eine statistische Übersicht der Sektoren liefert die nachstehende Tabelle:
| Sektor         | Hauptstadt        | Fläche km² | Fläche 2003 | Volkszählung 2009-03-15 |
| -------------- | ----------------- | ---------- | ----------- | ----------------------- |
| Bolama         | Bolama            | 450,8      | 450,8       | 10.206                  |
| Bubaque 1)     | Bubaque           | 513,3      | 1.113,3     | 11.204                  |
| Caravela 1)    | Abu (auf Formosa) | 1.160,3    | 450,8       | 4.263                   |
| Uno 1)         | Uno               | 900        | -           | 6.751                   |
| Bolama/Bijagós | Bolama            | 2.624,4    | 2.624,4     | 32.424                  |

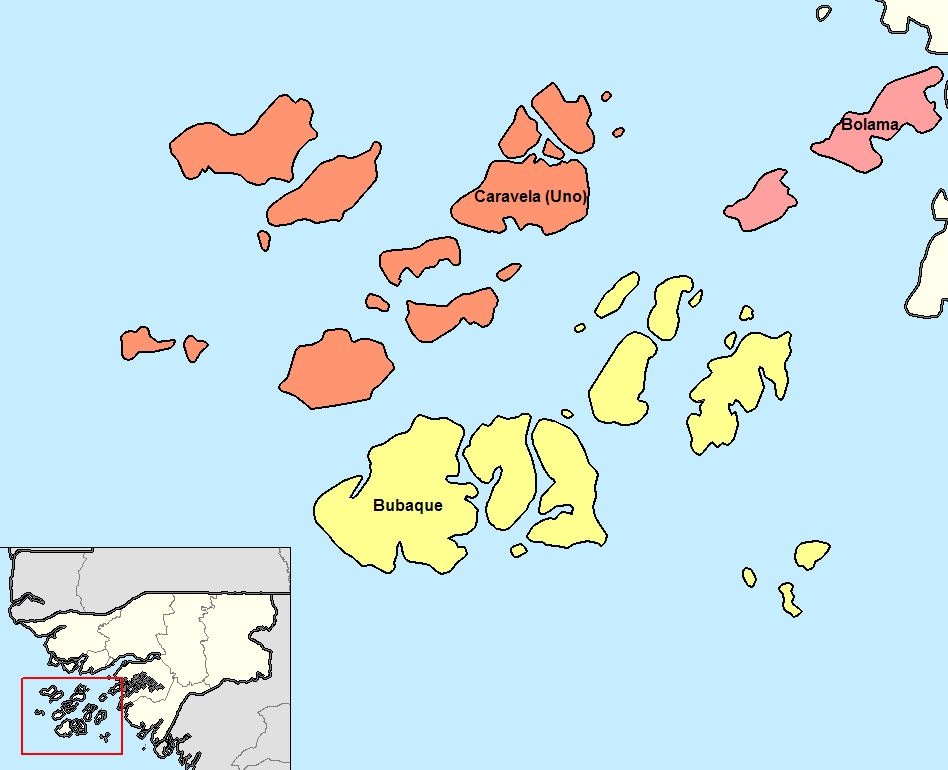
3 Sektoren (bis 2004)
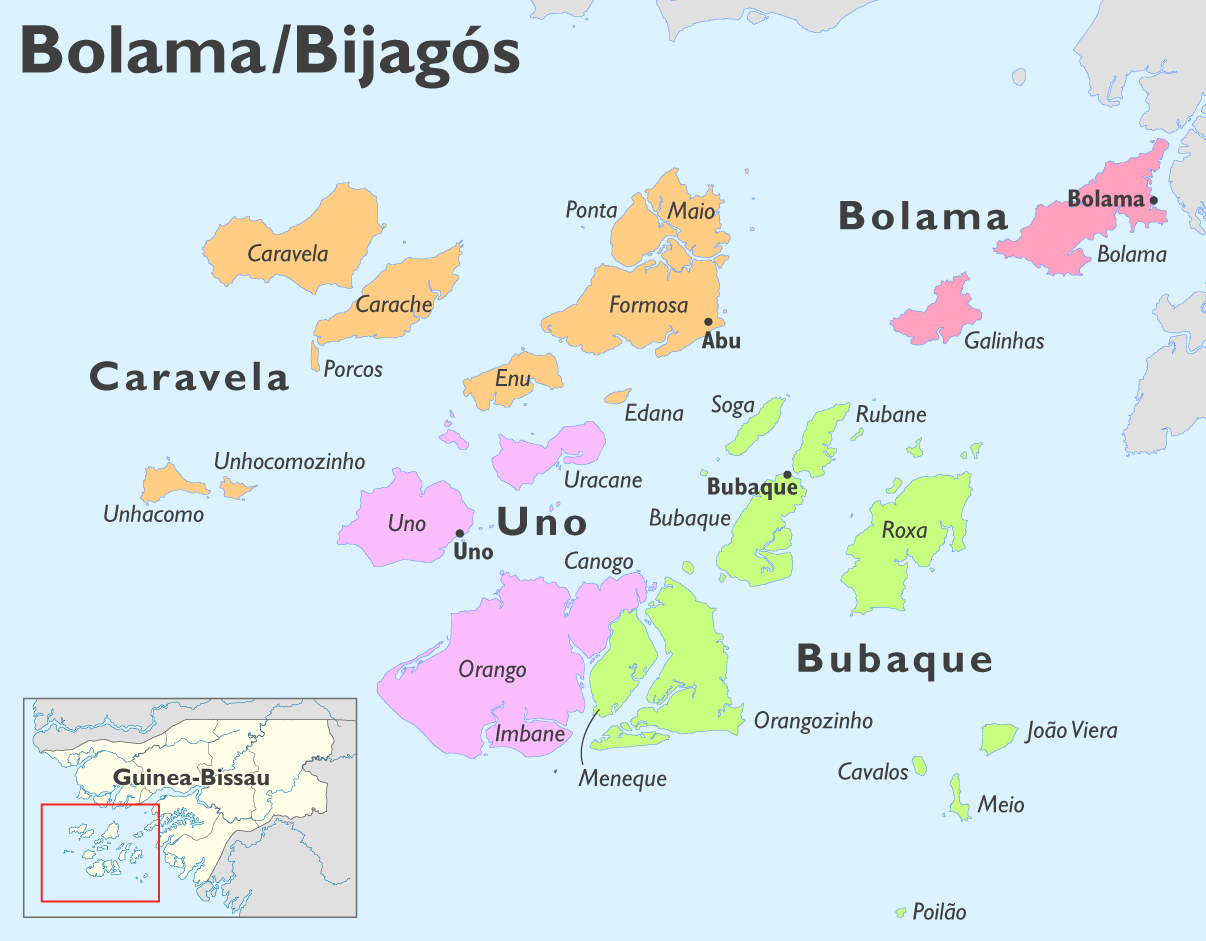
4 Sektoren (seit 2004)

1) Der Sektor Uno wurde 2004 aus Caravela ausgegliedert. Außerdem wurden die westlichen Inseln des Sektors Bubaque dem neuen Sektor zugeschlagen. Die Teilflächen nach der Ausgliederung sind anteilig geschätzt.